# Glaphyrosoma gracile
Glaphyrosoma gracile är en insektsart som beskrevs av Brunner von Wattenwyl 1888. Glaphyrosoma gracile ingår i släktet Glaphyrosoma och familjen Anostostomatidae. Inga underarter finns listade i Catalogue of Life.